# Blutkörperchen
Als Blutkörperchen, Blutzellen, Hämatozyten, Hämatocyten, Hämocyten oder Hämozyten werden die Zellen bezeichnet, die sich im Blut oder der Hämolymphe vieler Tiergruppen finden.
Erstmals erkannt wurden Blutkörperchen 1658, als Jan Swammerdam das seinerzeit neu eingeführte Mikroskop zur Untersuchung von Froschblut verwendet hatte. Die Zahl der menschlichen Blutzellen berechnete 1852 Karl Vierordt.

## Blutzellen bei Wirbeltieren
Bei Wirbeltieren gibt es verschiedene Arten von Blutkörperchen, die alle in eigenen Artikeln beschrieben sind:
- die weißen Blutkörperchen oder Leukozyten. Zu ihnen gehören alle Blutzellen mit Zellkern: Lymphozyten, Monozyten und Granulozyten. Diese bilden das zelluläre Immunsystem zur Vernichtung eingedrungener Krankheitserreger und Fremdkörper.
- die roten Blutkörperchen oder Erythrozyten, die Sauerstoff transportieren.
- die Blutplättchen oder Thrombozyten, die für eine Gerinnung des Blutes und Wundverschluss sorgen.

Alle Wirbeltier-Blutzellen entstehen aus hämatopoetischen Stammzellen in einem Prozess, der als Hämatopoese bezeichnet wird.

## Erythrozyten bei Wirbellosen
Erythrozyten, also Zellen, die Blutfarbstoffe enthalten, gibt es außer bei den Wirbeltieren auch bei Hufeisenwürmern und jeweils einigen Vertretern der Polychaeten, Weichtiere und Stachelhäuter. Die Erythrozyten der Hufeisenwürmer befinden sich wie die der Wirbeltiere im Blutkreislauf, die der anderen genannten Wirbellosen jedoch meistens in der Gewebsflüssigkeit.

## Hämozyten bei Insekten
Bei Insekten werden Hämozyten in drei Hauptklassen eingeteilt: Die kleinen Plasmozyten können eingedrungene Erreger durch Phagozytose aufnehmen oder zerstören. Große Lamellozyten werden bei einer Infektion durch Parasiten gebildet. Kristallzellen können mit Hilfe ihrer Enzyme eingedrungene Erreger lysieren.

## Literatur

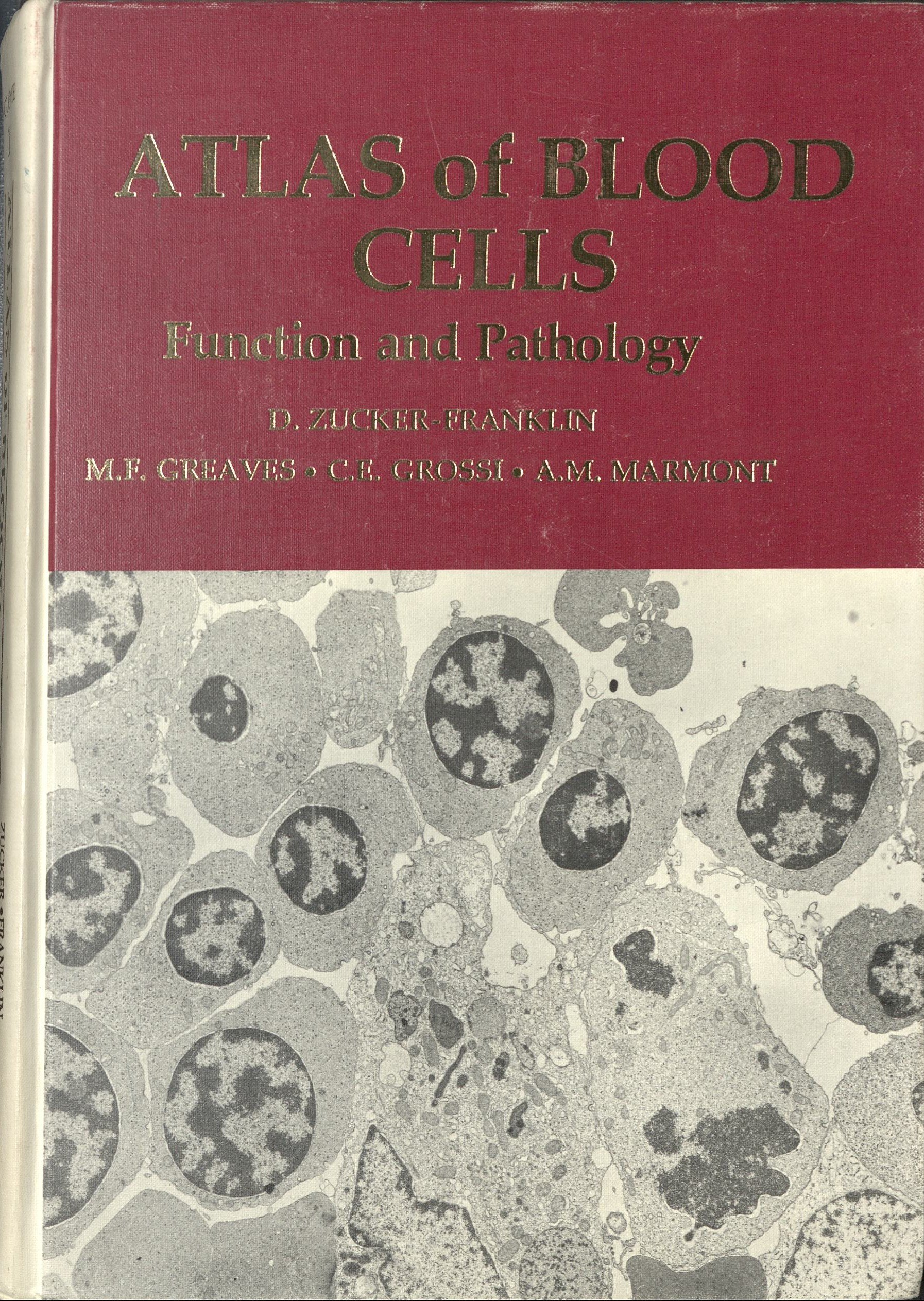
Atlas of Blood Cells (1981)